# فرودگاه صحرایی بایگوا
فرودگاه صحرایی بایگوا (به انگلیسی: Baigua Field) یک فرودگاه همگانی است . این فرودگاه در کشور جمهوری دومینیکن قرار دارد و در ارتفاع ۶۰ متری از سطح دریا واقع شده‌است.